# Dany Brillant
Daniel Cohen-Biran (n. 28 decembrie 1965, Tunis, Tunisia), cunoscut drept  Dany Brillant, este un cântăreț francez.